# Juan Antonio Neirot
Juan Antonio Neirot o Neyrot (Santiago del Estero, 14 de abril de 1783 - Ancasti, 2 de abril de 1835) fue un sacerdote argentino, diputado por la provincia de Santiago del Estero en el Congreso General de 1824, quien habría votado en contra de la sanción de la Constitución Argentina de 1826.

## Biografía
Nacido en Santiago del Estero, el 14 de abril de 1783. Hijo de Francisco Neyrot, inmigrante italiano de origen genovés, y de Micaela del Campo, estudió en la Universidad de Córdoba, en la que se ordenó sacerdote. Instalado en San Miguel de Tucumán, fue nombrado Juez de Diezmos. Fue el orador del funeral por los caídos en la batalla de Tucumán el 7 de octubre de 1812, y llamó la atención por su encendido fervor patrótico, al punto que el texto del discurso, más político que religioso, fue reproducido en La Gazeta de Buenos Ayres. Comenzaba diciendo:

Aquel Gran Señor, que levanta los pobres del polvo de la tierra para colocarlos entre los príncipes de su pueblo, que abate la soberbia de los poderosos, que exalta a los humildes y toma a su cargo la protección de los oprimidos, es el mismo que destinó el glorioso día 24, en que nuestra Madre la Iglesia celebra la aparición de la Santísima Virgen, para sepultar en la heroica ciudad del Tucumán la tiranía y la esclavitud en que por espacio de tres siglos estaba sumergida la América, y restituir la libertad y la vida que le habían quitado los tiranos invasores de la península.

Posteriormente fue juez y vicario de Frontera, con sede en su natal Santiago del Estero. Apoyó enfáticamente la autonomía de la provincia de Santiago del Estero y al gobernador Juan Felipe Ibarra. Por disidencias con algunos dirigentes santiagueños se instaló en la provincia de Catamarca y fue diputado en la Legislatura de esa provincia. Participó en la política interna catamarqueña, y por su intervención fue repuesto en su cargo el gobernador Nicolás Avellaneda y Tula tras una revolución en su contra; fue también uno de los redactores de la primera constitución de la Provincia de Catamarca.
Dos años más tarde fue nombrado miembro de la Legislatura santiagueña, y en 1826  fue elegido diputado al Congreso Nacional por su provincia, en la misma elección en que fue también elegido Manuel Dorrego. Ambos fueron encendidos opositores a la presidencia de Bernardino Rivadavia, y Neirot votó específicamente en contra de la sanción de la Constitución Argentina de 1826, principalmente por su carácter unitario.
Al estallar la guerra civil de 1829, Neirot se pronunció por el bando favorable a la Liga del Interior, dirigida por José María Paz, y apoyó la gobernación de Román Deheza. La victoria federal de 1831 lo obligó a abandonar Santiago del Estero. Se estableció en Ancasti, provincia de Catamarca, donde ejerció como cura párroco.
Falleció en su curato de Ancasti el 2 de abril de 1835. Una escuela en la capital de su provincia natal homenajea a este sacerdote y patriota.